# Symmachia ega
Symmachia ega är en fjärilsart som beskrevs av Ménétriés 1857. Symmachia ega ingår i släktet Symmachia och familjen Riodinidae. Inga underarter finns listade i Catalogue of Life.